# نبرد کسکر
نبرد کَسْکَر یا نبرد کشتگر (به عربی: معركة كسكر) به نبرد بین نیروهای ارتش خلافت راشدین و ارتش شاهنشاهی ساسانی در منطقه‌ای که امروزه عراق نامیده می‌شود گفته می‌شود.
به دنبال نبرد نمارق، نجیب‌زادهٔ پارسی و حاکم کسکر، نرسی، برای نجات جان خود به منطقهٔ استحفاظی خود عقب‌نشینی کرده بود؛ مسلمانان نیز به منطقهٔ استحفاظی او یورش بردند در نتیجه نرسی برای دفاع از منطقه، به جنگ با آنان رفت. رستم فرخ‌هرمز، گلینوش را برای کمک به نرسی فرستاد، اما او به موقع نرسید. در این نبرد، نرسی کاملاً شکست خورد؛ هر چند که او و فرماندهانش موفق به فرار شدند. پس از مدتی، گلینوش و لشکرش به منطقه رسیدند و به جنگ اعراب رفتند اما آن‌ها نیز شکست خوردند. فرماندهی اعراب را در این جنگ، ابوعبید ثقفی بر عهده داشت.